# CGCG 049-033
CGCG 049-033 est une galaxie elliptique située à environ 680 millions d'années-lumière de la Terre, dans la constellation du Serpent. C'est la galaxie centrale (BCG) de l'amas de galaxies Abell 2040.
CGCG 049-033 est connue en raison de la découverte du plus long jet galactique. Le faisceau a une longueur d'environ 1,5 million d'années-lumière et a été découvert en décembre 2007,,. Le spectre de la galaxie suggère un trou noir supermassif d'une masse de 2 × 109 M☉.